# 伊日·波斯皮希尔
伊日·波斯皮希尔（捷克語：Jiří Pospíšil，1950年9月9日—2019年6月13日），男，捷克篮球运动员。他代表捷克斯洛伐克参加了1972年夏季奥运会、1976年夏季奥运会和1980年夏季奥运会男子篮球比赛。

## 生平
2019年6月13日去世，享壽68岁。